# بورسيرة أليفة الصخور
بورسيرة أليفة الصخور (الاسم العلمي:Bursera rupicola) هي نوع من النباتات تتبع جنس البورسيرة من الفصيلة البخورية.